# Oxytettix macrocerus
Oxytettix macrocerus är en insektsart som beskrevs av Günther, K. 1974. Oxytettix macrocerus ingår i släktet Oxytettix och familjen torngräshoppor. Inga underarter finns listade i Catalogue of Life.